# Emoia obscura
Emoia obscura — вид сцинкоподібних ящірок родини сцинкових (Scincidae). Мешкає в Індонезії і Папуа Новій Гвінеї.

## Поширення і екологія
Emoia obscura мешкають на Новій Гвінеї (на північ від Центрального хребта та на півострові Папуа), а також на островах Батанта і Вайгео в архіпелазі Раджа-Ампат та на островах Норманбі і Фергюссон в групі островів Д'Антркасто. Вони живуть у вологих тропічних лісах, серед опалого листя, в заболочених лісах та на луках. Ведуть переважно наземний спосіб життя. Зустрічаються на висоті до 1800 м над рівнем моря.